# Pereto
Pereto település Olaszországban, Abruzzo régióban, L’Aquila megyében. Lakosainak száma 639 fő (2023. január 1.). Pereto Cappadocia, Oricola, Rocca di Botte, Carsoli és Tagliacozzo községekkel határos.

## Népesség
A település lakossága az elmúlt években az alábbi módon változott:
| Lakosok száma | 668  | 669  | 639  |
|               | 2017 | 2018 | 2023 |